# Daikii Bouba
Daikii Bouba, né le 18 mars 1996, est un judoka français, en activité et évoluant dans la catégorie des -66 kg.
Il est médaillé d'or aux Championnats d'Europe de judo 2025 .

## Biographie
Licencié au Bushido Club de Trappes, Daikii Bouba termine deuxième au championnat de France Cadet, sélectionné pour le championnat d'Europe au Monténégro, puis il participe à sa première compétition mondiale lors des championnats du monde cadets à Miami en 2013 dans la catégorie des -60kg sans parvenir à accéder à la phase finale.
Il entre au pôle espoir de Rouen puis au pôle France d'Orléans ; il quitte le club de Trappes en 2012 pour le Judo Club Escales Argenteuil 95 et participe au championnat de France Seniors D1 en 2014. En 2016, il remporte une médaille de bronze au championnat de France junior dans la catégorie des -66 kilos.
Daikii Bouba est champion de France chez les -66kg en 2021. Cette année là, il participe à ses premiers tournois Grand Slam. Il rate deux fois en février le podium avec une cinquième place aux grand slam de Tel Aviv et Paris ; il atteint la finale du Masters 2022 pour décrocher la première médaille de sa carrière sur le circuit mondial IJF, battu par l'Israélien Baruch Shmailov.
Il participe à ses premiers championnats du monde individuel en 2023 : s'il entame par une victoire aux pénalités face à l’Égyptien Ahmed Abdelrahman, il s'incline ensuite au golden score face au champion d'Europe 2020 Orxan Səfərov après près de 7 minutes de combat. En février 2024, il est médaillé d'argent au Grand slam de Bakou après une défaite en finale face à l'Espagnol Alberto Gaitero Martin. En avril, il déclare forfait pour les championnats d'Europe. Lors des mondiaux en mai 2024 à Abou Dabi, Bouba élimine le numéro un mondial Denis Vieru mais s’incline dès le tour suivant en huitième de finale face au Finlandais Luukas Saha ; il n'est retenu que comme remplaçant pour participer aux Jeux olympiques, sa place étant réservée à Walide Khyar. Il prendra sa revanche à Abou Dabi en octobre 2024 en ajoutant une nouvelle médaille d'argent à son palmarès.
En février 2025, il perd en finale du Grand chelem de Paris ; en avril 2025, il participe aux championnats d'Europe et remporte à 29 ans le titre en -66kg en battant le Russe Murad Chopanov en finale.

## Palmarès

### Compétitions internationales
| Année | Compétition           | Lieu      | Résultat | Catégorie      |
| ----- | --------------------- | --------- | -------- | -------------- |
| 2025  | Championnats d'Europe | Podgorica | 1er      | Moins de 66 kg |

### Masters mondial, Tournois Grand Chelem et Grand Prix
| Année | Compétition     | Lieu      | Résultat | Catégorie}     |
| ----- | --------------- | --------- | -------- | -------------- |
| 2022  | Grand Prix      | Perth     | 3e       | Moins de 66 kg |
| 2022  | Masters mondial | Jérusalem | 2e       | Moins de 66 kg |
| 2023  | Grand Prix      | Almada    | 3e       | Moins de 66 kg |
| 2024  | Grand Chelem    | Bakou     | 2e       | Moins de 66 kg |
| 2024  | Grand Chelem    | Abou Dabi | 2e       | Moins de 66 kg |
| 2025  | Grand Chelem    | Paris     | 2e       | Moins de 66 kg |